# Coppa delle Coppe 1970-1971
La Coppa delle Coppe 1970-1971 è stata la 11ª edizione della competizione calcistica europea Coppa delle Coppe UEFA, la prima con la totalità delle rappresentative continentali con l'adesione dei vincitori della Coppa d'Albania. Venne vinta dal Chelsea nella finale giocata contro il Real Madrid.

## Turno preliminare
| Squadra 1  | Totale | Squadra 2       | Andata | Ritorno |
| ---------- | ------ | --------------- | ------ | ------- |
| Åtvidaberg | 1 - 3  | Partizan Tirana | 1 - 1  | 0 - 2   |
| Bohemians  | 3 - 4  | TJ Gottwaldov   | 1 - 2  | 2 - 2   |

## Sedicesimi di finale
| Squadra 1           | Totale          | Squadra 2           | Andata | Ritorno     |
| ------------------- | --------------- | ------------------- | ------ | ----------- |
| Kickers Offenbach   | 2 - 3           | Club Bruges         | 2 - 1  | 0 - 2       |
| IBA                 | 1 - 14          | Zurigo              | 1 - 7  | 0 - 7       |
| CSKA Sofia          | 11 - 1          | Haka                | 9 - 0  | 2 - 1       |
| Aris Salonicco      | 2 - 6           | Chelsea             | 1 - 1  | 1 - 5       |
| Aberdeen            | 4 - 4 (4-5 dcr) | Honvéd Budapest     | 1 - 3  | 3 - 1       |
| Manchester City     | 2 - 2           | Linfield            | 1 - 0  | 1 - 2       |
| Göztepe Spor Kulübü | 5 - 1           | Lussemburgo         | 5 - 0  | 0 - 1       |
| Aalborg             | 1 - 9           | Górnik Zabrze       | 0 - 1  | 1 - 8       |
| TJ Gottwaldov       | 2 - 2           | PSV                 | 2 - 1  | 0 - 1       |
| Karpaty Lvov        | 3 - 4           | Steaua Bucarest     | 0 - 1  | 3 - 3       |
| Olimpia Lubiana     | 2 - 9           | Benfica             | 1 - 1  | 1 - 8       |
| Vorwärts Berlino    | 1 - 1           | Bologna             | 0 - 0  | 1 - 1 (dts) |
| Cardiff City        | 8 - 0           | Pezoporikos Larnaca | 8 - 0  | 0 - 0       |
| Strømsgodset        | 3 - 7           | Nantes              | 0 - 5  | 3 - 2       |
| Hibernians          | 0 - 5           | Real Madrid         | 0 - 0  | 0 - 5       |
| Wacker Innsbruck    | 5 - 3           | Partizan Tirana     | 3 - 2  | 2 - 1       |

## Ottavi di finale
| Squadra 1           | Totale          | Squadra 2        | Andata | Ritorno |
| ------------------- | --------------- | ---------------- | ------ | ------- |
| Club Bruges         | 4 - 3           | Zurigo           | 2 - 0  | 2 - 3   |
| CSKA Sofia          | 0 - 2           | Chelsea          | 0 - 1  | 0 - 1   |
| Honvéd Budapest     | 0 - 3           | Manchester City  | 0 - 1  | 0 - 2   |
| Göztepe Spor Kulübü | 0 - 4           | Górnik Zabrze    | 0 - 1  | 0 - 3   |
| PSV                 | 7 - 0           | Steaua Bucarest  | 4 - 0  | 3 - 0   |
| Benfica             | 2 - 2 (3-5 dcr) | Vorwärts Berlino | 2 - 0  | 0 - 2   |
| Cardiff City        | 7 - 2           | Nantes           | 5 - 1  | 2 - 1   |
| Real Madrid         | 2 - 1           | Wacker Innsbruck | 0 - 1  | 2 - 0   |

## Quarti di finale
| Squadra 1     | Totale | Squadra 2        | Andata | Ritorno     |
| ------------- | ------ | ---------------- | ------ | ----------- |
| Club Bruges   | 2 - 4  | Chelsea          | 2 - 0  | 0 - 4 (dts) |
| Górnik Zabrze | 2 - 2  | Manchester City  | 2 - 0  | 0 - 2 (dts) |
| PSV           | 2 - 1  | Vorwärts Berlino | 2 - 0  | 0 - 1       |
| Cardiff City  | 1 - 2  | Real Madrid      | 1 - 0  | 0 - 2       |

## Semifinali
| Squadra 1 | Totale | Squadra 2       | Andata | Ritorno |
| --------- | ------ | --------------- | ------ | ------- |
| Chelsea   | 2 - 0  | Manchester City | 1 - 0  | 1 - 0   |
| PSV       | 1 - 2  | Real Madrid     | 0 - 0  | 1 - 2   |

## Finale
| Arbitro: | Scheurer |

|            |           |          |
| Osgood 55’ | Marcatori | 90’ Zoco |

## Finale (ripetizione)
| Arbitro: | Scheurer |

|                        |           |             |
| Dempsey 32’ Osgood 39’ | Marcatori | 75’ Fleitas |